# Liste der niederländischen Nobelpreisträger
Angeregt von Bertha von Suttner, wird seit 1901 aus den Stiftungsgeldern des schwedischen Chemikers und Industriellen Alfred Nobel (1833–1896) der Nobelpreis finanziert. Folgende Niederländer erhielten die Auszeichnung (Stand: 7. Oktober 2020):

## Friedensnobelpreis
- Tobias Asser 1911
- (United Nations High Commissioner for Refugees (gegründet 1951, Gerrit Jan van Heuven Goedhart) 1954)
- (Organisation für das Verbot chemischer Waffen (gegründet 1997, mit Sitz in Den Haag,  Niederlande) 2013)

## Nobelpreis für Literatur
- kein Preisträger

## Nobelpreis für Chemie
- Jacobus Henricus van ’t Hoff 1901
- Peter Debye 1936
- Paul J. Crutzen 1995
- Ben Feringa 2016

## Nobelpreis für Physik
- Hendrik Antoon Lorentz 1902
- Pieter Zeeman 1902
- Johannes Diderik van der Waals 1910
- Heike Kamerlingh Onnes 1913
- Frits Zernike 1953
- Nicolaas Bloembergen 1981
- Simon van der Meer 1984
- Gerardus ’t Hooft 1999
- Martinus J. G. Veltman 1999
- Andre Geim 2010

## Nobelpreis für Physiologie oder Medizin
- Willem Einthoven 1924
- Christiaan Eijkman 1929
- Nikolaas Tinbergen 1973

## Nobelpreis für Wirtschaftswissenschaften
- Jan Tinbergen 1969
- Tjalling Koopmans 1975